# (2502) Nummela
(2502) Nummela (1943 EO) – planetoida z pasa głównego asteroid okrążająca Słońce w ciągu 5,03 lat w średniej odległości 2,93 au. Odkryta 3 marca 1943 roku.